# Economia Franței
Economia Franței este o combinație de multe întreprinderi private (peste 2,5 milioane companii înregistrate) și de importante (dar în scădere) intervenții ale guvernului care păstrează o influență puternică asupra anumitor sectoare economice fiind principalul acționar la numeroase societăți considerate drept strategice (cale ferată, electricitate, contrucții de aeronave, etc.). Totuși guvernul a început să își relaxeze controlul asupra anumitor sectoare și a început să vândă o parte din acțiunile sale la anumite companii cum ar fi France Télécom, Air France, precum și numeroase societăți din domeniul asigurărilor, finanțelor și din industria apărării.
Franța este membră din G8, grupul celor mai industrializate națiuni, fiind considerată în 2005 ca cea de a șasea economie mondială după Statele Unite, Japonia, Germania, China și Regatul Unit. Franța este una dintre cele 11 țări din Uniunea Europeană care a lansat moneda Euro la 1 ianuarie 1999, aceasta înlocuind complet Francul Francez la începutul anului 2002.
Conform Organizației pentru Cooperare Economică și Dezvoltare, în anul 2004 Franța a fost cel de al 5-lea exportator mondial și cel de al patrulea importator mondial de bunuri fabricate. În 2003 Franța a fost cel de al doilea recipient de investiții străine direct dintre țările OCDE  cu 47 miliarde dolari înaintea Statelor Unite, Japoiniei, Regatului Unit sau Germaniei, iar companiile franceze au investit în același an 57,3 miliarde dolari, Franța fiind astfel al doilea cel mai important investitor direct dintre țările OECD, după Statele Unite. În 2005 raportul OCDE asupra țărilor G7 clasa Franța pe primul loc în ceea ce privește productivitatea (măsurată ca PIB per oră lucrată). În 2004, PIB-ul per oră lucrată în Franța era de 47,7 dolari, mai mult decât în Statele Unite(46,3$), Germania (42,1$), Regatul Unit (39,6$) sau Japonia (32,5$).
În ciuda acestor cifre, PIB-ul per locuitor în Franța este semnificativ mai mic decât cele din alte state din OECD, fiind comparabil cu cel al țărilor dezvoltate din UE, situat la aporximativ 30% din cel al Statelor Unite. Motivul este faptul că procentajul populației franceze în activitate este mai mic decât cel din alte țări, astfel încât PIB-ul pe cap de locuitor este mai mic, în ciuda productivității ridicate. Dintre țările OECD Franța are unul dintre cele mai mici procente de populație lucrătoare cu vârtsta între 15 și 64 de ani, de doar 68.8% în 2004, față de 80% în Japonia, 78,9% în Regatul Unit, 77,2% în SUA și 71% în Germania. Acest fenomen se datorează șomajului relativ important: 9% din populația activă, posibilitatea facilă de a prelungii studiile și ajutoarele din partea guvernului, din ce în ce mai rare în ultima vreme, pentru ca angajații din anumite domenii să poată ieși la pensie mai repede. 
Mulți economiști consideră că principala problemă a economiei franceze nu este productivitatea, ci lipsa reformelor economice care să permită unui procentaj mai important din populația activă să lucreze. Punctele de vedere de dreapta susțin că orele de muncă scurte și greutatea de reformare a pieței muncii sunt punctele slabe, iar punctele de vedere de stânga menționează lipsa politicilor guvernamentale de creare a justiției sociale. Încercări recente ale guvernului de a modifica piața de muncă pentru tineri pentru a combate șomajul s-au lovit în anul 2006 de o rezistență importantă manifestată prin proteste ample. 
Cu peste 75 milioane de turiști străini în anul 2003, Franța este clasată ca prima destinație turistică din lume. La aceasta se adaugă procentul important de francezi ce își petrec vacanțele în diferite regiuni ale țării. Atractivitatea turistică se explică prin marea varietate de puncte de interes și prin numărul lor foarte mare la care se adaugă diversitatea peisajelor, bogăția patrimoniului și climatul temperat precum și facilităților de acces și a infrastructurii turistice și de transport foarte bine dezvoltate. Parisul și împrejurimile sunt destinația cea mai importante urmate de Castelele de pe Valea Loarei, Mont Saint-Michel, Coasta de Azur și stațiunile montane din Alpi, pentru a enumera doar cele mai prestigioase destinații. În anul 2003 turismul a reprezentat 6,6% din PIB și a angajat aproximativ 700.000 persoane în activități direct legate de acesta. 
Franța are o importantă industrie aerospațială reprezentată de concernul european Airbus și este singura putere europeană (în afară de Rusia) care are propria sa bază de lansare de rachete spațiale (Centre Spatial Guyanais). Franța este de asemenea cea mai independentă țară din punct de vedere engergetic dintre țările Europei de Vest datorită investițiilor importante în domeniul energie nucleare, lucru care face din Franța unul dintre cei mai mici producători de gaze cu efect de seră dintre cele mai industrializate națiuni din lume. Peste 80% din nevoile de energie electrică ale țării sunt produse de centrale nuclearo-electrice (86,9% în 2005).
Procentajul mare de terenuri fertile, cumulate cu utilizarea tehnologiilor moderne și importantele subvenții europene (aproximativ 14 miliarde dolari) au făcut din Franța principalul producător și exportator agricol din Europa și al doilea exportator mondial de produse agro-alimentare după Statele Unite. Cu toate acestea, datorită înaltului nivel de tehnologizare, sectorul primar al industriei nu ocupă decât 4% din populația activă. Principalele produse de export sunt grâul, păsăret, produse lactate, carne de vită și porc precum și renumitele vinuri franțuzești.

## Industria auto
În anul 2010, pe piața franceză au fost înmatriculate 2.251.000 de automobile noi.
Dintre acestea, 1.025.000 au aparținut mărcilor străine.
Lider în privința înmatriculărilor de pe piața franceză din 2010 este PSA Peugeot Citroen, cu 728.825 de unități (cotă de piață de 32,4%).
Pe locul doi se află Renault, cu 602.478 de înmatriculări noi (cotă de piață de 26,8%).
Grupul străin cu cele mai multe înmatriculări este Volkswagen cu 247.037 de înmatriculări noi.

## Comerțul exterior al Franței
În anul 2009, investițiile străine directe în Franța au fost de 60 de miliarde de dolari.

## Relațiile economice cu România
Companiile franceze au investit în România peste 5 miliarde Euro. Franța ocupă astfel locul al patrulea în clasamentul țărilor care au injectat bani în mediul de business din România, după Olanda, Austria și Germania. Ponderea franceză în totalul capitalului străin investit în România este de 11%. 
În România sunt înmatriculate 5.985 de companii cu participație franceză. Industria telecom, construcția de autoturisme, comerțul, producția de materiale de construcții și energie sunt principalele sectoare pe care s-au concentrat companiile cu capital francez.
Cei mai mari investitori francezi în România sunt: Alcatel, Orange România, Renault, Lafarge, St. Gobain, SocGen, Michelin, Carrefour, Auchan și Groupama.